# Viceministerio de Interculturalidad del Perú
El Viceministerio de Interculturalidad del Perú es el despacho viceministerial dependiente del Ministerio de Cultura, el cual se encarga de asuntos de interculturalidad e inclusión de las poblaciones originarias y afroperuanas.

## Funciones
El viceministerio administra las políticas nacionales y sectoriales sobre interculturalidad, pueblos indígenas y población afroperuana. A su vez, promueve y genera mecanismos y acciones para difundir prácticas interculturales en la sociedad. Administra las actividades que ejecutan los órganos del Ministerio de Cultura, los organismos públicos y demás entidades correspondientes al sector, para promover la interculturalidad en la población peruana.
El viceministerio promueve el cumplimiento del Convenio 169 de la OIT sobre pueblos indígenas y tribales y la Declaración de las Naciones Unidas sobre los derechos de los pueblos indígenas y propone mecanismos para evitar la exclusión o discriminación étnica y racial. 
Coordina con los demás sectores la política estatal de implementación de la Ley de consulta previa a los pueblos indígenas u originarios. Así mismo, encabeza desde 2018 la Comisión Multisectorial de naturaleza permanente para la aplicación del derecho a la consulta previa.
Brinda opinión previa sobre procedimientos para aplicar el derecho a la consulta cuando corresponda. Adicionalmente, gestiona y asesora al Ministro, en materia de conflictos sociales, en el ámbito de su competencia, diseñando la estructura necesaria para el mejoramiento de las relaciones con los gobiernos locales de Perú, regionales y otras entidades públicas y privadas y la sociedad civil, así como para la prevención y solución de conflictos. El viceministerio resuelve en instancia administrativa los recursos de apelación según lo dispuesto en la legislación de Perú.
En cuanto a los Pueblos Indígenas en Aislamiento y Contacto Inicial (PIACI), el Viceministerio ejerce la rectoría del Régimen Especial Transectorial (RET) para la protección de los PIACI. El RET es el condjunto de políticas públicas destinadas a la protección de los PIACI en coordinación con otros sectores del Estado y los tres niveles de gobierno, como por ejemplo la creación de las Reservas Indígenas (actualmente existen 7 reservas).
Desde 2015 se encarga de la coordinación, implementación y monitoreo de la Política Nacional para la Transversalización del Enfoque Intercultural.

## Estructura
- Dirección General de Ciudadanía Intercultural
- Dirección General de Derechos de los Pueblos Indígenas

## Lista de viceministros
- José Carlos Vilcapoma Ignacio (2010-2011)
- Vicente Otta Rivera (2011)
- Iván Lanegra Quispe (2011-2013)[4]
- Paulo Vilca Arpasi (2013)[5]
- Patricia Balbuena Palacios (2013-2016)
- Alfredo Luna Briceño (2016-2018)[6]
- Elena Antonia Burga Cabrera (2018-2019)
- Ángela María Acevedo Huertas (2019-2021)
- Rocilda Nunta Guimaraes (2021-2023)[7]
- Juan Reategui Silva (2023)[8]